# Monbetsu, Hokkaidō
Monbetsu (紋別市 Monbetsu-shi) là một thành phố thuộc tỉnh Hokkaidō, Nhật Bản.